# Sune Wennlöf
Sune Wennlöf (* 28. Oktober 1943) ist ein ehemaliger schwedischer Radrennfahrer und nationaler Meister im Radsport.

## Sportliche Laufbahn
1966 wurde er Vize-Meister im Straßenrennen hinter Jupp Ripfel, ebenso wie 1970. 1967 wurde er nationaler Meister im Staffettenfahren, einem Wettbewerb im Zeitfahren für Vereine mit Paul Munther und Bengt Mann als Partner. Er gewann eine Etappe der Schweden-Rundfahrt und wurde Dritter der Straßenmeisterschaft.
1970 gewann Wennlöf mit dem Skandisloppet das älteste Eintagesrennen in Schweden. 1971 siegte er gemeinsam mit Jupp Ripfel, Leif Hansson und Sten Andersson in der nationalen Meisterschaft im Mannschaftszeitfahren und gewann das Östgötaloppet in Linköping.
Die Internationale Friedensfahrt bestritt er 1968, er schied in dem Etappenrennen aus.